# Sailor Mercury
Sailor Mercury (セーラーマーキュリー?, Sērā Mākyurī), il cui vero nome è Ami Mizuno (水野 亜美?, Mizuno Ami), è un personaggio immaginario della serie di anime e manga Pretty Guardian Sailor Moon di Naoko Takeuchi. Nell'edizione italiana dell'anime è conosciuta come Amy (pronuncia all'inglese Emi), così anche nella prima edizione del manga; invece la seconda edizione mantiene i nomi invariati.
Sailor Mercury è apparsa anche nei musical e nel telefilm live action tratti dal fumetto, ed è la protagonista del capitolo speciale del manga Il primo amore di Ami (亜美ちゃんの初恋?, Ami-chan no hatsukoi), da cui è stato anche tratto un cortometraggio proiettato in Giappone insieme al secondo film e mandato in onda in Italia con il titolo Il primo amore di Amy.

## Creazione e concezione
Nel concepire il personaggio di Sailor Mercury la Takeuchi ha utilizzato il metodo Osamu Tezuka riprendendo l'aspetto di Hiraku Sorano, migliore amica e compagna di classe di Minako, apparsa in Sailor V. L'autrice ha anche dichiarato che inizialmente voleva che Ami fosse un cyborg con un sistema di accelerazione e che prima della fine della prima parte voleva che fosse ridotta in pezzi dai nemici, ma il suo editor Fumio Osano le consigliò di cambiare e di rendere Sailor Mercury un'umana come le altre guerriere, dicendole inoltre che tutte dovevano vivere felici e contente.
Gli spunti per il design di Amy derivano anche dalla simbologia occidentale, in particolare la scelta del colore della sua fuku, cioè azzurra. Sailor Mercury ha occhi azzurri e capelli di una tonalità di azzurro più scura.
Nell'antica tradizione greca al pianeta Mercurio venivano assegnati due nomi, uno per la stella del mattino e uno per la stella della sera: Mercurio e Apollo. Nella mitologia greca, il dio Apollo è il protettore delle Muse e divinità della musica e delle arti, nonché dio del Sole. Non è dunque un caso se l'attacco più potente di Super Senshi Sailor Mercury, il Mercury Aqua Rhapsody, sia basato sull'utilizzo di uno strumento a corde (getti d'acqua che si uniscono a formare un'enorme arpa nel cartone animato e un vero e proprio oggetto, la Mercury Harp, di formato più piccolo e dunque più simile a una lira, nel manga). L'iconografia dell'arpa è il leit-motiv dell'ultima trasformazione di Super Sailor Mercury nell'anime.
Il castello di Princess Mercury sul pianeta Mercurio, da cui Sailor Mercury trae la forza per trasformarsi in Super Senshi Sailor Mercury, si chiama Mariner Castle. Tutti i castelli delle Principesse Sailor traggono il loro nome da un satellite naturale del loro pianeta, ma Mercurio non ne ha, per cui, come a Venere, gli è stato dato il nome della prima sonda artificiale approdata sul suo terreno: la sonda Mariner 10 ha infatti raggiunto il suolo di Mercurio nel 1973.

## Nome
Nell'astrologia cinese vi è un legame fra il pianeta Mercurio e l'elemento dell'acqua inedito nella mitologia greco-romana, e dunque non è un caso che gli attacchi di Sailor Mercury siano tutti basati sull'acqua nei suoi tre stati. L'ideogramma 水 mizu che compare nel suo cognome significa infatti proprio "acqua'" ed è lo stesso ideogramma che compare nel nome giapponese del pianeta Mercurio (水星 suisei, "pianeta dell'acqua") e del giorno mercoledì (水曜日 suiyōbi, "giorno dell'acqua"). Il nome proprio Ami (亜美?) invece non ha significati precisi, anche se il suo nome completo Mizuno Ami potrebbe corrispondere a mizu no Ami, ovvero all'appellativo "Ami del mare".

## Aspetto e carattere

Sailor Mercury nell'anime.

Sailor Mercury vive con sua madre, che è medico, mentre del padre si sa solo che è un pittore, il quale viaggia per il mondo inviando alla figlia dei dipinti fatti da lui per tutto il globo. È una ragazza studiosa, intelligente e seria. All'inizio della serie è molto chiusa e molto solitaria, ma grazie alle sue compagne riesce un poco alla volta a uscire dal proprio guscio. È in grado di trasformarsi nella seconda combattente, Sailor Mercury; il suo pianeta guardiano è Mercurio, il pianeta dell'acqua, e i suoi poteri sono, appunto, legati all'acqua, prima allo stato aeriforme, poi anche a quelli solido e liquido. Inoltre possiede un micro-computer, una visiera-schermo (chiamati nella versione originale Mercury Goggles) e nel manga un microfono, facenti parte della sua sailor fuku, che le consentono di localizzare i nemici e analizzarne le tecniche. I suoi passatempi sono il nuoto, giocare a scacchi, la lettura e lo studio. Ha i capelli a caschetto di colore blu scuro e gli occhi azzurri.
Il suo nome da guerriera deriva da Mercurio, corrispondente romano del greco Hermes, il dio dei ladri, del commercio, dei confini e del lógos. Sailor Mercury, nata il 10 settembre, è del segno della Vergine, segno zodiacale di elemento terra che nell'astrologia occidentale è governato dal pianeta Mercurio e caratterizzato dal metallo con lo stesso nome e dalle pietre acquamarina e cunzite. I nati sotto il segno della Vergine sono intelligenti, acuti, pignoli, ipercritici, timidi, sensibili e dotati di ottime capacità professionali. Descrizione, questa, che calza perfettamente per Ami Mizuno, l'intelligente e dolce ragazza protetta da Mercurio che nasconde una grandissima bontà dietro un carattere timido e schivo e rimprovera costantemente le amiche quando non studiano (soprattutto Usagi e Makoto) o sbagliano a citare proverbi (con particolare riferimento a Minako).
Il suo sogno è quello di diventare una dottoressa in medicina (passione ereditata dalla madre), e nell'episodio speciale della versione live scopriamo che si è laureata in un'università americana ed è diventata il medico più giovane della storia (ciò è valido solo nella continuity di questa versione dove il Sailor Team ha perso i poteri dopo avere affrontato il Dark Kingdom e non li ha mai più riottenuti, fino a questo episodio, anche se solo per poco tempo).
Nella serie animata della storia viene attratta da un ragazzo di nome Ryo Urawa, dotato del potere di prevedere il futuro, ma dopo la prima serie la storia non sarà approfondita, mentre nella versione live farà innamorare di sé Nepherite, dopo avere perso i suoi poteri ed essere diventato un ragazzo normale di nome Nefukichi.

## Trasformazioni e aspetti

### Sailor Mercury

Simbolo di Mercurio

Sailor Mercury è la prima trasformazione di Ami, la guerriera del pianeta Mercurio. Fa la sua prima apparizione nel secondo atto del manga, e nell'ottavo episodio dell'anime. La sua uniforme da guerriera gioca sulle differenti sfumature del blu, colore del suo elemento principale, l'acqua.
Nelle varie serie acquisisce vari titoli, quali Guerriera dell'Acqua e dell'Intelligenza, Combattente della Saggezza, Guerriera della Giustizia e della Saggezza, e Guerriera dell'Amore e degli Esami
In giapponese il nome del pianeta Mercurio è Suisei (水星?), il cui primo kanji significa acqua, mentre il secondo indica un oggetto spaziale. Anche se viene usato il nome di un dio romano riferito al pianeta, le abilità di Sailor Mercury di manipolare l'acqua derivano dall'astrologia orientale. Inizialmente, la maggior parte dei suoi poteri sono strategici piuttosto che offensivi, come enfatizzata dalle sue abilità di analisi, e del suo equipaggiamento digitale che le permette di studiare i vari nemici. A differenza dei poteri acquatici di Sailor Neptune gli attacchi di Sailor Mercury comprendono tutti gli stati dell'acqua: liquido, gassoso e solido. Difatti con il suo primo attacco, il Mercury Aqua Mist, crea una nebbia, con lo Shine Aqua Illusion, il Mercury Aqua Rapsody e altri congela, con il Mercury Aqua Mirage inonda d'acqua il nemico. Diventando più potente come guerriera Sailor Mercury acquisisce nuovi poteri e la sua uniforme finisce per cambiare. La prima modifica appare con la trasformazione di Sailor Moon in Super Sailor Moon, dove Sailor Mercury e le altre ottengono la modifica della spilla a forma di cuore e alla fine della terza serie; sempre grazie a Sailor Moon ottengono la trasformazione in Super che risulterà solo momentanea. Nell'atto 35 del manga scopre di possedere il Mercury Crystal e la sua uniforme diventa simile a quella di Super Sailor Moon. Nell'anime il secondo cambiamento ottiene i poteri di Super Sailor Senshi ma tale suffisso non viene mai utilizzato davanti al suo nome di guerriera. Il terzo e ultimo cambiamento, che appare solo nel manga (Act 49), Sailor Mercury è simile ad Eternal Sailor Moon senza ali.

### Dark Mercury
Nel live action Bishōjo senshi Sailor Moon Sailor Mercury viene soggiogata dal potere del Dark Kingdom e diventa Dark Mercury.
Fa la sua prima apparizione nell'atto 21 come una seguace di Kunzite. La sua uniforme assume dei toni più cupi: nastri di tulle nero e pizzo dello stesso colore appaiono su stivali, sul fiocco frontale e quello dietro la schiena, con motivi tribali decorano la sua tiara, il suo collare e gli stivali. Indossa anche una catena intorno alla vita come cintura.
La sua frase di trasformazione è Dark Power! Make-up!, detta in un tono molto duro. Impugna una spada di ghiaccio, da lei creata durante la sua prima trasformazione.
In un momento di vulnerabilità, in cui le altre guerriere erano impegnate, Kunzite tenta di rapire Sailor Mercury. Quando le viene mostrato il potere di Queen Metaria da Kunzite e da esso viene invasa Ami mostra un cambiamento drastico della personalità, così come nella sua uniforme. La sua nuova personalità la mostra come decisa, fino al punto di essere egoista e continua a frequentare la scuola per rendere Usagi cattiva agli occhi delle sue amiche. I suoi vestiti sono prevalentemente di colore nero e nei momenti in cui si confronta con le altre guerriere mostra segni di sadismo.
Dark Mercury non ha intenzione di seguire o aiutare nessuno, e cerca sempre di occuparsi dei suoi piani, cioè uccidere i suoi amici e diventare più potente possibile. Alcuni aspetti della vera Ami, comunque, sono ancora vivi in lei. Cerca sempre di ottenere buoni voti e di avere nuovi amici. La forma civile di Dark Mercury è stata ribattezzata Akumi (nome ottenuto dalla parola aku, malvagio, e dal nome di Ami, quindi Ami malvagia) dallo staff di produzione del live, mentre la forma di guerriera è detta Darkury.
Molte volte Sailor Moon ha tentato di guarire la sua amica usando il potere del Cristallo d'argento, però Dark Mercury è sempre riuscita a sfuggire prima che Sailor Moon potesse completare il processo. La sua esposizione a questo processo di guarigione porta ad alcuni miglioramenti nel suo carattere. Nell'atto 28, dopo avere sconfitto Sailor Moon in battaglia e averla vista ferita, Dark Mercury si rende finalmente conto di quanto tiene a Usagi e riemerge la sua vera personalità. Tornando normale dimentica tutto quello che aveva fatto come Dark Mercury: al solo pensiero di quello che poteva avere fatto alle sue amiche Sailor Mercury si spaventa.

### Princess Mercury
Secondo il manga, durante gli anni del Silver Millennium, Sailor Mercury ricopriva anche il ruolo di Principessa di Mercurio, il suo pianeta. Aveva il compito, insieme alle altre guerriere, di proteggere la Principessa Serenity e il Regno delle Luna. Dimorava nel suo Mariner Castle e indossava una veste azzurra, come appariva nel manga e negli artbook.
Una volta Naoko Takeuchi la disegnò nelle braccia di Zoisite, ma nessun legame romantico fu rivelato nel manga e nell'anime. Nel primo stage del musical viene affermato che i due erano una coppia durante il Silver Millennium; negli stage successivi, Ami e Zoisite mascherato duettano insieme, con "A Fabricated Forevermore" (偽りのForevermore?, Itsuwari no forevermore).

## Poteri e attacchi
Trasformazioni
| Formula originale                                 | Formula italiana (anime)                                                                                                | Formula italiana (manga)                                       | Uso nella serie |
| ------------------------------------------------- | --- | -------------------------------------------------------------- | --------------- |
| Mercury Power, Make Up!                           | Potere di Mercurio, vieni a me! / Potere di Mercurio, trasformami!                                                      | Potere di Mercurio, vieni a me! / Mercury Power, Make Up!      | tutte           |
| Mercury Star Power, Make Up!                      | Potere di Mercurio, Vieni a Me! / Potere planetario di Mercurio, Vieni a me! / Potere stellare di Mercurio, trasformami | Potere di Mercurio, vieni a me! / Mercury Star Power, Make Up! | manga/anime     |
| Mercury Planet Power, Make Up!                    | Potere planetario di Mercurio, trasformami!                                                                             | Mercury Planet Power, Make Up!                                 | manga/Crystal   |
| Mercury Cristal Power Make Up!                    | Potere del Cristallo di Mercurio, vieni a me! / Potere del Cristallo di Mercurio, trasformami!                          | Mercury Cristal Power Make Up!                                 | anime/manga     |
| Dark Power, Make Up! (per diventare Dark Mercury) | Non presente nell'anime                                                                                                 | n/a                                                            | Live            |

Attacchi
| Nome originale                                                                              | Traduzione                                                                                   | Nome italiano (anime)                                                                                               | Nome italiano (manga)                                                                  | Uso nella serie                       |
| ------------------------------------------------------------------------------------------- | -------------------------------------------------------------------------------------------- | --- | -------------------------------------------------------------------------------------- | ------------------------------------- |
| Sabão Spray                                                                                 | Spruzzo di sapone                                                                            | Bolle di nebbia, azione!                                                                                            | n/a                                                                                    | anime anni 90                         |
| Sabão Spray Freezing!                                                                       | Spruzzo di sapone congelamento!                                                              | Bolle di nebbia, azione congelante!                                                                                 | n/a                                                                                    | anime anni 90                         |
| Double Sabão Spray Freezing!                                                                | Doppio spruzzo di sapone congelamento!                                                       | Bolle di nebbia, azione congelante!                                                                                 | n/a                                                                                    | anime anni 90                         |
| Shine Aqua Illusion                                                                         | Splendore dell'illusione acquatica                                                           | Risplendi vortice acquatico!/ Vortice acquatico, azione! / Super cascata d'acqua! / Risplendi, illusione acquatica! | Risplendi, illusione acquatica / Shine, Aqua Illusion!                                 | tutte                                 |
| Chōjigenkūkan genshu!                                                                       | Apertura d'emergenza del varco dimensionale!                                                 | n/a | Dimensione ultraspaziale, azione! / Super spazio dimensionale appari!                  | manga/Crystal                         |
| Mercury Aqua Mist                                                                           | Nebbia acquatica di Mercurio                                                                 | Nebbia acquatica di Mercurio                                                                                        | Mercury Aqua Mist!                                                                     | manga (seconda edizione)/Live/Crystal |
| Mercury Aqua Blizzard                                                                       | Bufera di neve acquatica di Mercurio                                                         | n/a | n/a                                                                                    | Live                                  |
| Mercury Aqua Cyclone                                                                        | Ciclone acquatico di Mercurio                                                                | n/a | n/a                                                                                    | Live                                  |
| Mercury Aqua Storm                                                                          | Tempesta acquatica di Mercurio                                                               | n/a | n/a                                                                                    | Live                                  |
| Shine Snow Illusion                                                                         | Splendore dell'illusione di neve                                                             | Risplendi, illusione di neve!                                                                                       | Illusione di tempesta di neve! / Shine Snow Illusion!                                  | manga/anime/Crystal                   |
| Mercury Aqua Mirage                                                                         | Miraggio acquatico di Mercurio                                                               | Suprema sfera acquatica di Mercurio, azione! / Suprema sfera acquatica di Mercurio!                                 | Mercury Aqua Mirage                                                                    | manga/anime/Crystal                   |
| Mercury Aqua Rhapsody                                                                       | Rapsodia acquatica di Mercurio                                                               | Mercurio: rapsodia acquatica di Mercurio, azione! / Rapsodia acquatica di Mercurio                                  | Mercury Acqua Rhapsody (prima edizione manga)                                          | manga/anime/Crystal                   |
| Sailor Planet Attack! (con Sailor Moon e le Guardian Senshi)                                | Attacco planetario sailor                                                                    | Assalto planetario sailor, azione!                                                                                  | Attacco Planetario Sailor! / Sailor Planet Attack!                                     | tutte                                 |
| Sailor Planet Power! (con Sailor Moon e le Guardian Senshi, e nel manga anche con le Outer) | Potere planetario sailor                                                                     | Assalto planetario sailor, Azione!                                                                                  | Sailor Planet Power!                                                                   | tutte                                 |
| Sailor Special Garlic Attack (con le altre Guardian Senshi)                                 | Attacco speciale sailor all'aglio                                                            | Speciale super attacco sailor al sapor di aglio                                                                     | n/a                                                                                    | anime                                 |
| Sailor Planet Power Uranus! Neptune! Pluto! Mercury! Mars! Jupiter! Venus! Meditation!      | Potere planetario Sailor Uranus! Neptune! Pluto! Mercury! Mars! Jupiter! Venus! Meditazione! | Potere planetario Sailor: Urano! Nettuno! Plutone! Mercurio! Marte! Giove! Venere! Riflessione!                     | Sailor Planet Power Uranus! Neptune! Pluto! Mercury! Mars! Jupiter! Venus! Meditation! | manga/Crystal                         |
| Galactica Gale (con le altre guardian senshi fantoccio)                                     | Vento galattico                                                                              | n/a | Galactica Gale                                                                         | manga                                 |

## Doppiatrici e attrici
Nella versione originale dell'anime Sailor Mercury viene doppiata da Aya Hisakawa, che dopo avere concluso la serie, affermò che fu "molto, molto felice" di averla incontrata, mentre in Sailor Moon Crystal e doppiata da Hisako Kanemoto
Nella versione italiana Mediaset è doppiata da Debora Magnaghi, nel ridoppiaggio del primo film da parte della Shin Vision è doppiata da Domitilla D'Amico, mentre in Sailor Moon Crystal è doppiata da Emanuela Ionica.
Nei musical di Sailor Moon, è stata interpretata da nove attrici: Ayako Morino (1993-1998), Yukiko Miyagawa (1998), Hisano Akamine (1999-2000), Mariya Izawa (2000), Chieko Kawabe (2001-2002), Manami Wakayama (2002-2005), Myabi Matsuuara (2013), Momoyo Koyama (2014-2015) e Yume Takeuchi (dal 2016)..
Nella serie live-action, invece, è stata interpretata da Chisaki Hama, e in alcuni flashback in cui appare bambina da Kanki Matsumoto.